# آدرین اگرست
آدرین اگرست (به انگلیسی: Adrien Agreste) یک شخصیت در مجموعه تلویزیونی پویانمایی دختر کفشدوزکی و پسر گربه‌ای است توسط توماس استروک خلق شده‌است. او به‌عنوان یک دانش‌آموز نوجوان فرانسوی به تصویر کشیده شده که بیشتر عمر خود را مشغول تحصیل در خانه بوده‌ است. او همچنین به‌عنوان مدل برای پدرش، گابریل اگرست، که یک طراح مد مشهور و ثروتمند است، کار می‌کند. رابطهٔ او با پدرش سرد و غیرصمیمی است. او دارای معجزه گر گربه ی سیاه است و با آن می‌تواند به یک ابر قهرمان تبدیل شود.

## جستار های وابسته
- دختر کفشدوزکی و پسر گربه‌ای
- فهرست قسمت‌های دختر کفشدوزکی و پسر گربه‌ای
- مرینت دوپن چنگ